# Alanna Kennedy
Alanna Stephanie Kennedy (Campbelltown, Australia; 21 de enero de 1995) es una futbolista australiana. Juega como defensa en el Angel City FC de la National Women's Soccer League de Estados Unidos y en la selección de Australia.

## Clubes
| Club                     | País           | Año             |
| ------------------------ | -------------- | --------------- |
| Sydney W.F.C.            | Australia      | 2010 - 2011     |
| Newcastle Jets           | Australia      | 2011 - 2012     |
| Sydney W.F.C.            | Australia      | 2012 - 2013     |
| Western Sydney Wanderers | Australia      | 2013 - 2014     |
| Perth Glory              | Australia      | 2014 - 2015     |
| Sydney W.F.C.            | Australia      | 2015 - 2017     |
| Western New York Flash   | Estados Unidos | 2016            |
| Orlando Pride            | Estados Unidos | 2017 - 2020     |
| Melbourne City (cesión)  | Australia      | 2017 - 2018     |
| Sydney W.F.C. (cesión)   | Australia      | 2018 - 2020     |
| Tottenham Hotspur        | Inglaterra     | 2020 - 2021     |
| Manchester City          | Inglaterra     | 2021 - 2025     |
| Angel City FC            | Estados Unidos | 2025 - presente |

## Palmarés

### Títulos nacionales
| Título                | Club                   | País           | Año     |
| --------------------- | ---------------------- | -------------- | ------- |
| W-League              | Sydney W.F.C.          | Australia      | 2012-13 |
| W-League              | Perth Glory            | Australia      | 2014    |
| NWSL                  | Western New York Flash | Estados Unidos | 2016    |
| W-League              | Melbourne City         | Australia      | 2017-18 |
| W-League              | Sydney W.F.C.          | Australia      | 2018-19 |
| FA Women's League Cup | Manchester City        | Inglaterra     | 2021-22 |

### Títulos internacionales
| Título                | Club      | País           | Año  |
| --------------------- | --------- | -------------- | ---- |
| Preolímpico de la AFC | Australia | Japón          | 2016 |
| Torneo de Naciones    | Australia | Estados Unidos | 2017 |
| Copa de Naciones      | Australia | Australia      | 2019 |